# 路易·约瑟夫·德·旺多姆
路易·约瑟夫·德·波旁，旺多姆公爵（Louis Joseph de Bourbon, duc de Vendôme，1654年7月1日—1712年6月11日），大同盟戰爭和西班牙王位繼承戰爭期間，法國國王路易十四的主要將領之一，多次對壘歐根親王並贏下勝利。法国元帅和第三代旺多姆公爵。
他是旺多姆公爵第二路易之子，生于巴黎，母亲劳拉·曼奇尼（Laura Mancini）是奥林匹娅·曼奇尼（萨伏伊的欧根亲王的母亲）的姐姐，1672年進入法國陸軍，大同盟戰爭爆發時已升為中將（1688年）。在卢森堡公爵指挥的斯滕凱爾克戰役（Steenkirke）大捷(1692)和尼古拉·卡蒂纳指挥的马沙里亚（Marsaglia）战役中立有功勳。1695年任駐加泰罗尼亚司令官，兩年後攻占巴塞罗那。
1702年在意大利指挥法国和西班牙军队，在盧扎拉戰役、卡薩諾戰役對戰歐根親王,戰勝一次，打平一次。卡尔奇纳托战役胜利后他随即被派往佛兰德，在1707年讓反法主帥的約翰·邱吉爾陷入困境；但卻因為年少氣盛的上司——路易十四長孫勃艮第公爵的錯誤行動，九萬法軍在1708年的奥德纳德戰役被八萬聯軍擊敗，為了挽救王室名譽，他一人挑起責任而辭職。
他的继任费迪南·德·马尔森（Ferdinand de Marsin）和奥尔良的菲利普（Philip of Orléans）被完全击败，讓他重新被起用。在西班牙布里韦加戰役和比利亚维西奥萨战役他在那里赢得了最后一次的胜利，战争结束前，他突然病逝于Vinaròs，葬在西班牙的El Escorial。
旺多姆是法国军队历史上最出色的战士之一，法国18世纪将领中仅次于克洛德·路易·赫克托尔·德·维拉尔。
他和妻子玛丽·安内·德·孔代（Marie Anne de Condé：1678-1718年，孔代亲王亨利三世·朱尔·德·波旁之女）两人没有孩子。